# بنادالید
بنادالید (به اسپانیایی: Benadalid) یکی از دهستان‌های اسپانیا است که در اندلس واقع شده‌است.

## خصوصیات
بنادالید ۲۰ کیلومترمربع مساحت و ۲۵۸ نفر جمعیت دارد و ۷۰۰ متر بالاتر از سطح دریا واقع شده‌است.